# Аналитичен марксизъм
Аналитичният марксизъм се отнася до специфичен марксистки подход, който е известен сред англоговорещите философи и социални изследователи по време на 80-те на 20 век. Той основно се асоциира със Септемврийската група от университетски учени, наречена така заради тяхната септемврийска среща, организирана през две години, която има за цел да дискутира общи интереси. Те се самоопределят и описват като „Non-Bullshit Marxism“ (марксизъм, който не е на глупостите) , групата се характеризира от думите на Дейвид Милър „ясно и строго, взискателно мислене върху въпросите, което иначе е помрачено от идеологическа мъгла.“

## Произход
Аналитиченият марксизъм е разбиран като произлизащ от публикацията на Дж. А. Коен Теорията на Карл Маркс за историята: защита / Karl Marx's Theory of History: A Defence (1978). В по-общ план може да се разглежда като произхождащ от следвоенната работа на политически философи като Карл Попър, Х. Б. Актън и Джон Пламенац, които прилагат техниката на аналитичната философия с цел да тестват последователността и научната достоверност на марксизма като теория на историята и обществото.

## Критика
Много критици твърдят, че аналитичният марксизъм изхожда от грешни методологични и епистемологични предпоставки. Докато аналитичните марксисти отхъврлят „диалектически ориентирания“ марксизъм като „глупости“ („bullshit“), други твърдят, че отличителната черта на марксистката философия е загубена, ако тя бъде разглеждана „не-диалектично“. Според тази гледна точка аналитичният марксизъм грешно характеризира интелектуалната активност като възникваща в изолация от борбите, които са конститутивни на нейната социална и политическа конюнктура, и в същото време прави твърде малко за да се намеси в тази конюнктура.

## Развитие
Като проект аналитичният марксизъм в голяма степен изчезва след края на 1990-те. Основните автори се насочват към други области като моралната и политическа философия (Cohen, van Parijs), демократичната теория, включваща икономически модели (Roemer, Elster, Bowles), но други като продължават да се идентифицират с марксизма или дори смятат себе си за аналитични марксисти.